# غدة قلفية
الغدد القُلفية أو غُدَدُ القُلْفَة (بالإنجليزية: preputial glands)‏ هي غدد خارجية الإفراز تقع أمام الأعضاء التناسلية لبعض الثدييات (بما في ذلك الفئران) وهذه الغدد تفرز مادة الفيرمون. وأحيانًا يطلق اسم الغدد البظريّة على الغدد القُلفية في إناث الحيوانات.
وتعد الغدد القلفية في فأر المنازل والجرذ الأسمر هي أكثر الغدد خضوعًا للدراسات لأن هذين النوعين يمثلان نماذج حية مهمة ولأن غدديهما تتشابهان إلى حد بعيد في بنيتهما مع الغدد الزهمية (الأصغر بكثير) عند الإنسان. وتنتج الغدد القُلفية في ذكور غزال المسك مسكًا ذا رائحة نفّاذة وله أهمية اقتصادية كبيرة حيث يدخل في صناعة العطور.

## المماثلات البشرية
يدور جدل كبير حول ما إذا كان عند البشر نديد وظيفي للغدد القُلفية. كان إدوارد تايسون (Edward Tyson) أول من لاحظ وجود الغدد القُلفية، ووصّفها وليام كوبر (William Cowper) في عام 1694م توصيفًا دقيقًا وسماها غدد تايسون باسم العالم الشهير. وجاء في وصفها أنها غدد زهمية تحيط بالجانب الداخلي والإكليلي لـقلفة القضيب. ويُعتقد بأنها توجد بكثرة في التلم الحشفي القُلفي. وقد تكون إفرازاتها واحدة من مكونات اللّخَن.
وينكر فريق آخر منهم ساتيا باركاش (Satya Parkash)، وجود هذه الغدد في الإنسان. قد لا يوجد مقابل تشريحي لهذه الغدد في الإنسان ولكن هذا لا يمنع ورود هذا الاسم للإشارة إلى البثور الصغيرة الصفراء الضاربة إلى البياض التي توجد أحيانًا في قاعدة القضيب. والاسم الصحيح لهذه البنى هو حطاطات القضيب اللؤلئية (أو الأورام الحُلَيْمِيَّة للقضيب). أما المخالفون في الرأي فيرون أنها ليست غددًا وإنما مجرد تثخن في الجلد ولا علاقة لها بتكون اللخن.